# ゴールデン・スリッパー
ゴールデン・スリッパー（英: Golden Slipper Cocktail）とは、ショートドリンクに分類されるリキュールをベースとするカクテルである。1969年にカナダで開催されたカクテル・コンクールで優勝した作品である。
「リキュールの女王」と呼ばれるシャルトリューズと金粉入りリキュールのゴールドワッサーと卵黄とで色合いを金色に仕上げている。

## 標準的なレシピ
レシピ
- シャルトリューズ・ジョーヌ - 1/2
- ゴールドワッサー - 1/2
- 卵黄（鶏卵） - 1個分

作り方
1. シェーカーに氷と材料を入れ、シェイクする。